# Аква-Августа (Неаполь)
Аква-Августа (Акведук Серино) — древнеримский водовод для подачи воды на побережье Неаполитанского залива. Снабжал водой 9 городов, к ним относятся: Нола, Помпеи, Стабии, Неаполис (сегодняшний Неаполь), Байя и Кумае. Акведук начинался у нынешнего города Серино и заканчивался через 96 км в огромной цистерне (так называемый бассейн Мирабилис) в военно-морском порту Мизенум. Акведук был заказан императором Августом, вероятно, между 30 и 20 годами до нашей эры.
Сегодня мало что осталось от акведука; части можно найти в разных местах, в том числе в Неаполе и его окрестностях.
Акведук Серино является одним из крупнейших архитектурных произведений всей Римской империи. Путь грандиозной работы начался с истока Серино, Фонтиса Огюстея, на высоте 376 м над уровнем моря, на ирпинском карстовом плато у горы Терминио, до 96-километрового Писсина мирабилис в Мисено. Это была настоящая региональная сеть, которая снабжала восемь городов и несколько вилл: из десяти филиалов семь обеспечивали важные городские центры (Нола, Помпеи, Ацерра, Геркуланум, Ателла, Паусиллипон, Нисида, Путеоли, Кумае и Байя) и три несли воду вилле. Включая ветви, общая длина акведука составляла около 145 км, что делало его самым длинным римским акведуком, построенным до 5-го века нашей эры.
Такая внушительная работа требовала постоянного обслуживания,  важные изменения происходили в эпоху Флавиев (I век н. э.) с заменой секций другими параллелями. Император Константин был ответственен за внушительное восстановление в начале четвёртого века н. э. Это задокументировано в известной надписи, найденной в Серино (Ав) и датированной 324 годом нашей эры (AE 1939, 151). Места, обслуживаемые акведуком:
- Нола
- Acerra
- Atella
- Неаполь
- Поццуоли
- Кума
- Miseno
- Помпеи
- Геркуланум

Большую часть маршрута акведук проходил не по галерее, а под открытым небом через кирпичные арки, следы которых остались в Неаполе в районе Понти Росси, который получил свое название от тех же арок. Эта структура составляла северный доступ трубопровода к городу.
Акведук также обладал названием - "Fontis Augustei Aquaeductum" ("Водопровод Источника Августа")